# هاردویک، باکینگهامشر
هاردویک (به انگلیسی: Hardwick) یک روستا و محله مدنی در بریتانیا است که در Aylesbury Vale واقع شده‌است. هاردویک ۳۱۵ نفر جمعیت دارد.